# Pedro Marset Campos
Pedro Marset Campos   (València, 11 de setembre de 1941 - Múrcia, 7 d'agost de 2024) va ser un metge, professor universitari i polític valencià, diputat al Parlament Europeu de 1994 a 2004.

## Biografia
Es doctorà en medicina i cirurgia i s'especialitzà en el camp de la psiquiatria. Va ser catedràtic d'història de la medicina a la Universitat de Múrcia i va exercir com a degà de la facultat de medicina d'aquesta Universitat.
Políticament estigué vinculat al Partit Comunista d'Espanya (PCE), de què en fou membre del Comitè Federal del XVIII Congrés, i a Izquierda Unida (IU), i membre de la presidència del PCE a la Regió de Múrcia. Amb la coalició IU fou elegit diputat a les eleccions al Parlament Europeu de 1994 i 1999. Durant el seu mandat formà part del grup confederal de l'Esquerra Unida Europea-Esquerra Verda Nòrdica, treballà en les Comissions d'Afers Exteriors, Drets Humans, Seguretat Comuna i Política de Defensa, i de 2002 a 2004 fou vicepresident de la Delegació per a les Relacions amb els Països de Sud-amèrica i MERCOSUR. El 2004 deixà el seu escó de diputat però continuà la seva tasca política com a responsable del PCE a Europa i membre del Secretariat del Partit de l'Esquerra Europea (PIE).
A més d'articles sobre qüestions polítiques, va publicar múltiples treballs en diferents obres acadèmiques sobre la història de la medicina a Espanya, de manera especial sobre història de la medicina a Múrcia, Canàries i el País Valencià, a més de coordinar el llibre Médicos murcianos de la Escuela Histológica Española.